# Cmentarz wojenny w Kroczycach
Cmentarz wojenny w Kroczycach – cmentarz wojenny we wsi Kroczyce w województwie śląskim, w powiecie zawierciańskim, w gminie Kroczyce. Pochowani na nim są żołnierze armii austro-węgierskiej, niemieckiej i rosyjskiej polegli w czasie I wojny światowej.

## Położenie
Cmentarz znajduje się wśród pól uprawnych na wzniesieniu Bleszczowa na południowy zachód od zwartych zabudowań wsi Kroczyce, w odległości około 350 m od drogi krajowej nr 78. Dojść do niego można od tej drogi ścieżką wśród pól. Ścieżką tą obok cmentarza prowadzi czarno znakowany szlak turystyczny z Kroczyc do Zamku w Morsku.
Obiekt jest pod opieką Urzędu Gminy w Kroczycach.

## Opis cmentarza
Cmentarz na planie prostokąta znajduje się w lesie na szczycie wzniesienia. Ogrodzenie tworzy niski, otynkowany mur nakryty betonowym daszkiem. Wejście przez jednoskrzydłową metalową furtkę osadzoną na dwóch murowanych i otynkowanych słupkach. Plac cmentarza równy, trawiasty, bez charakterystycznego dla cmentarzy austriackich pomnika cmentarnego. Na wprost furtki znajduje się tylko betonowy nagrobek chorążego Bronisława Franka. Ma postać betonowej płyty z żeliwnym, ażurowym krzyżem łacińskim osadzonym na betonowym cokole. Zbiorowe mogiły żołnierzy obwiedzione betonowymi obrzeżami. Wewnątrz nich osadzono drewniane (dębowe) krzyże jednoramienne (na mogiłach żołnierzy armii austro-węgierskiej i niemieckiej) i dwuramienne (na mogiłach żołnierzy armii rosyjskiej). Obok cmentarza zamontowano tablicę informacyjną opisującą historię cmentarza i walki w tym rejonie podczas I wojny światowej.

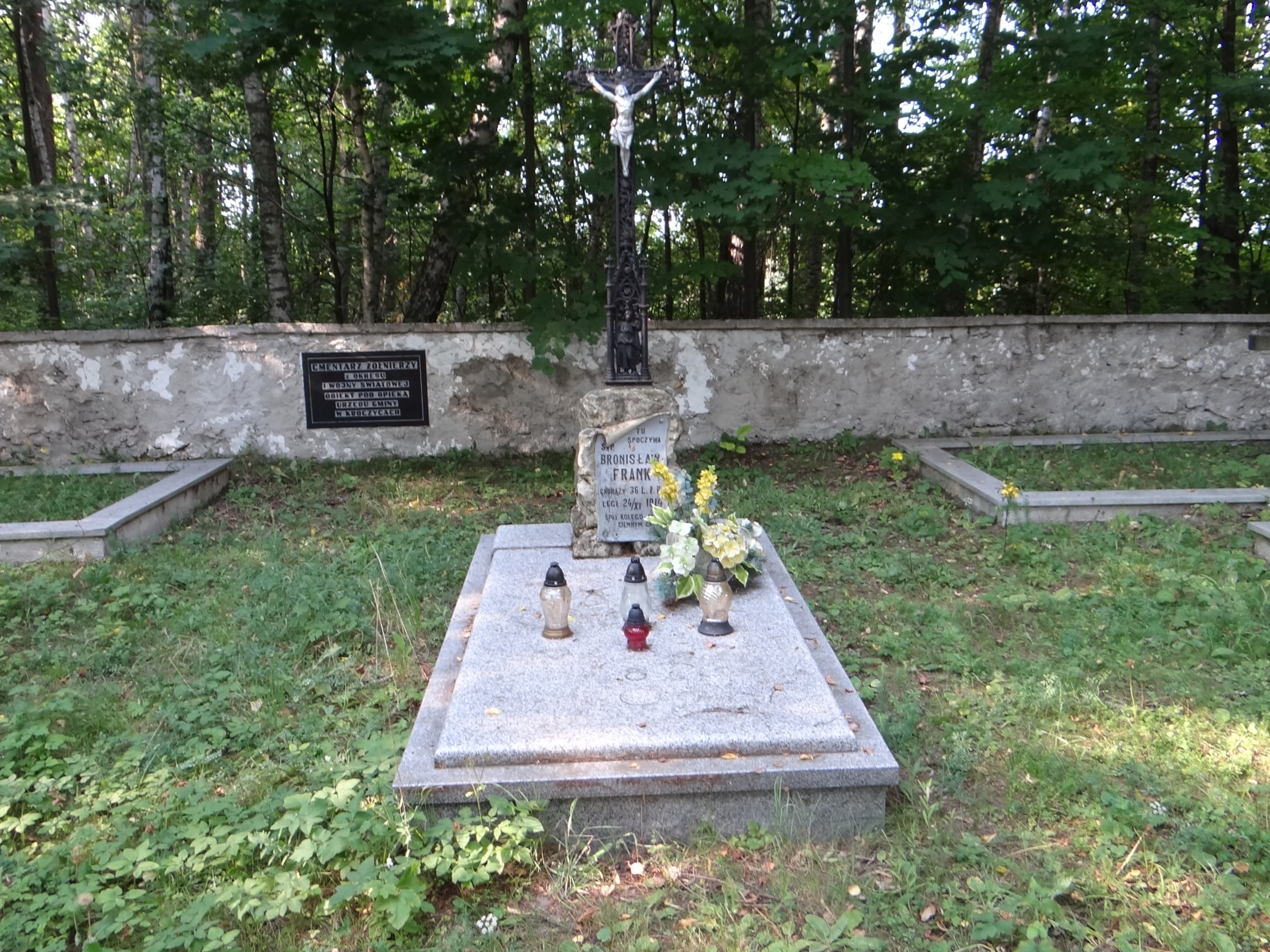
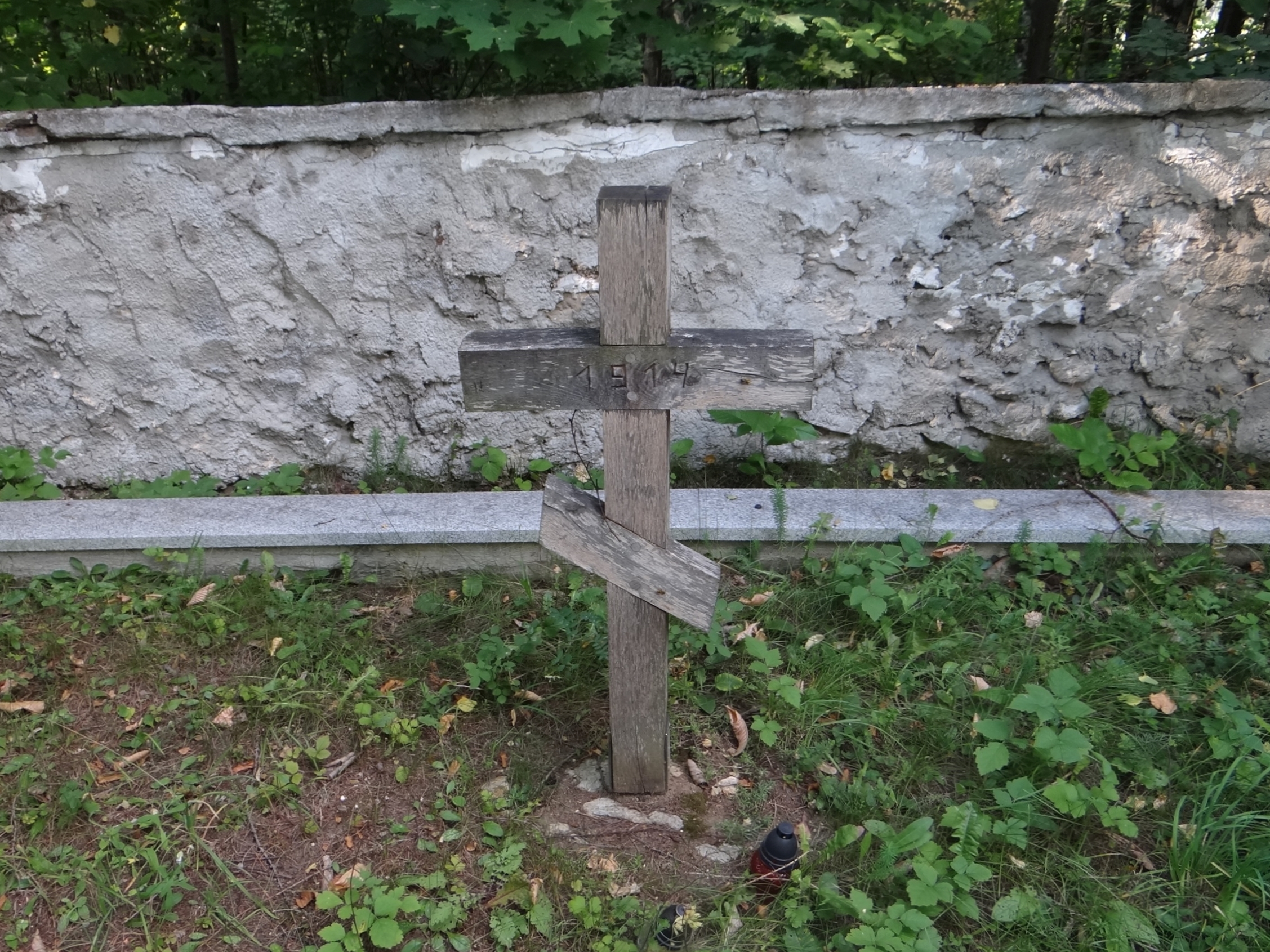
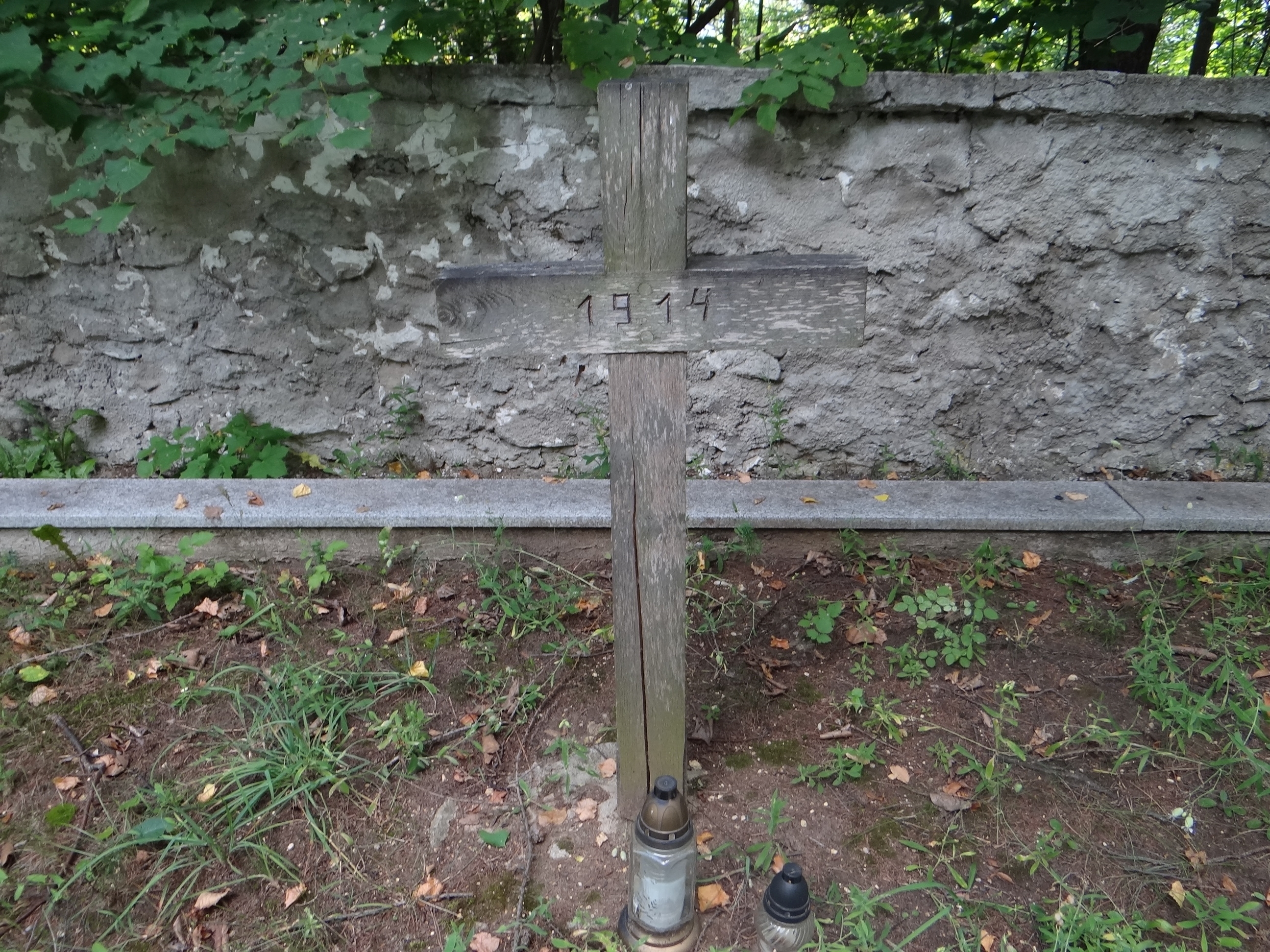
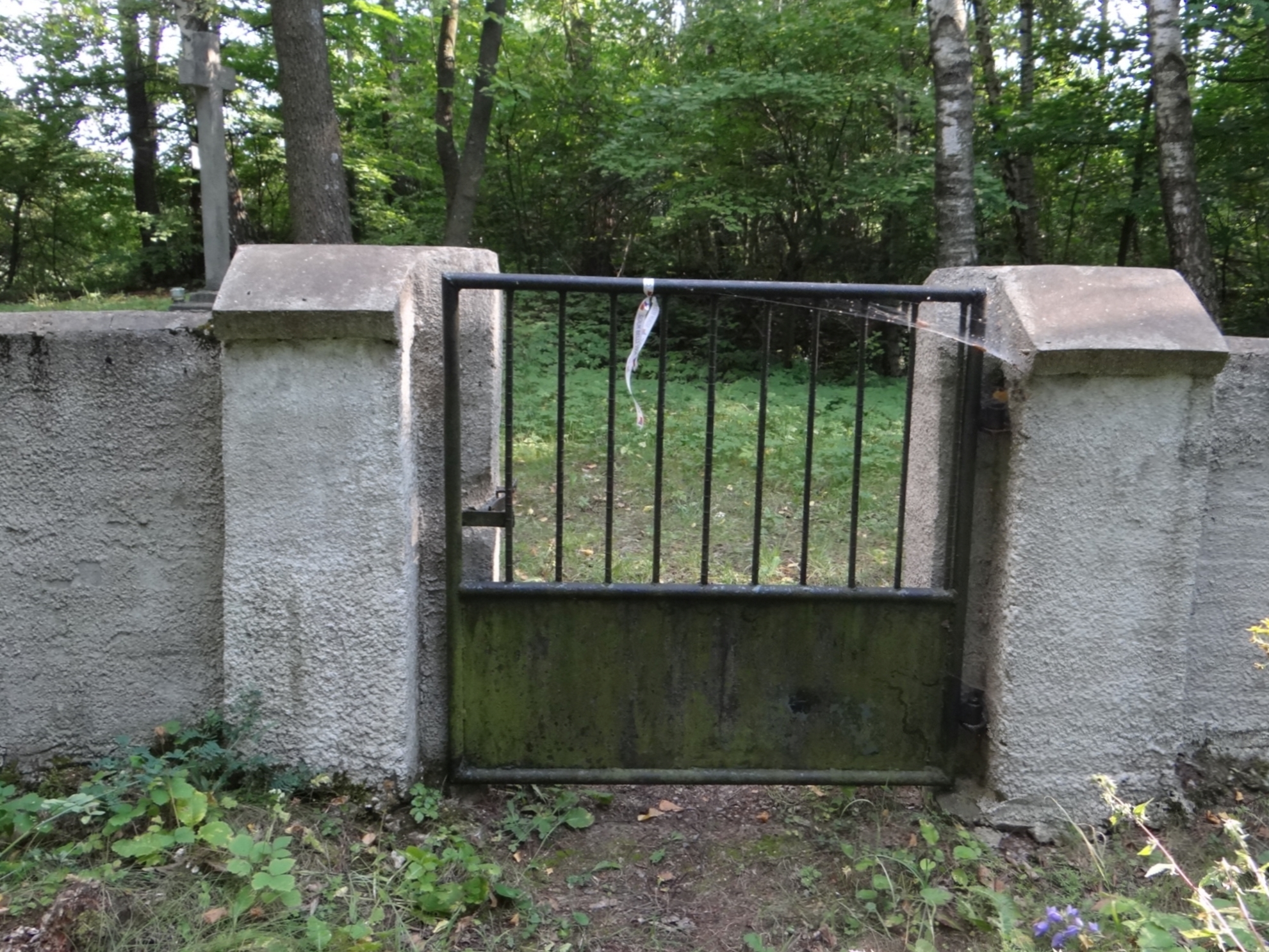
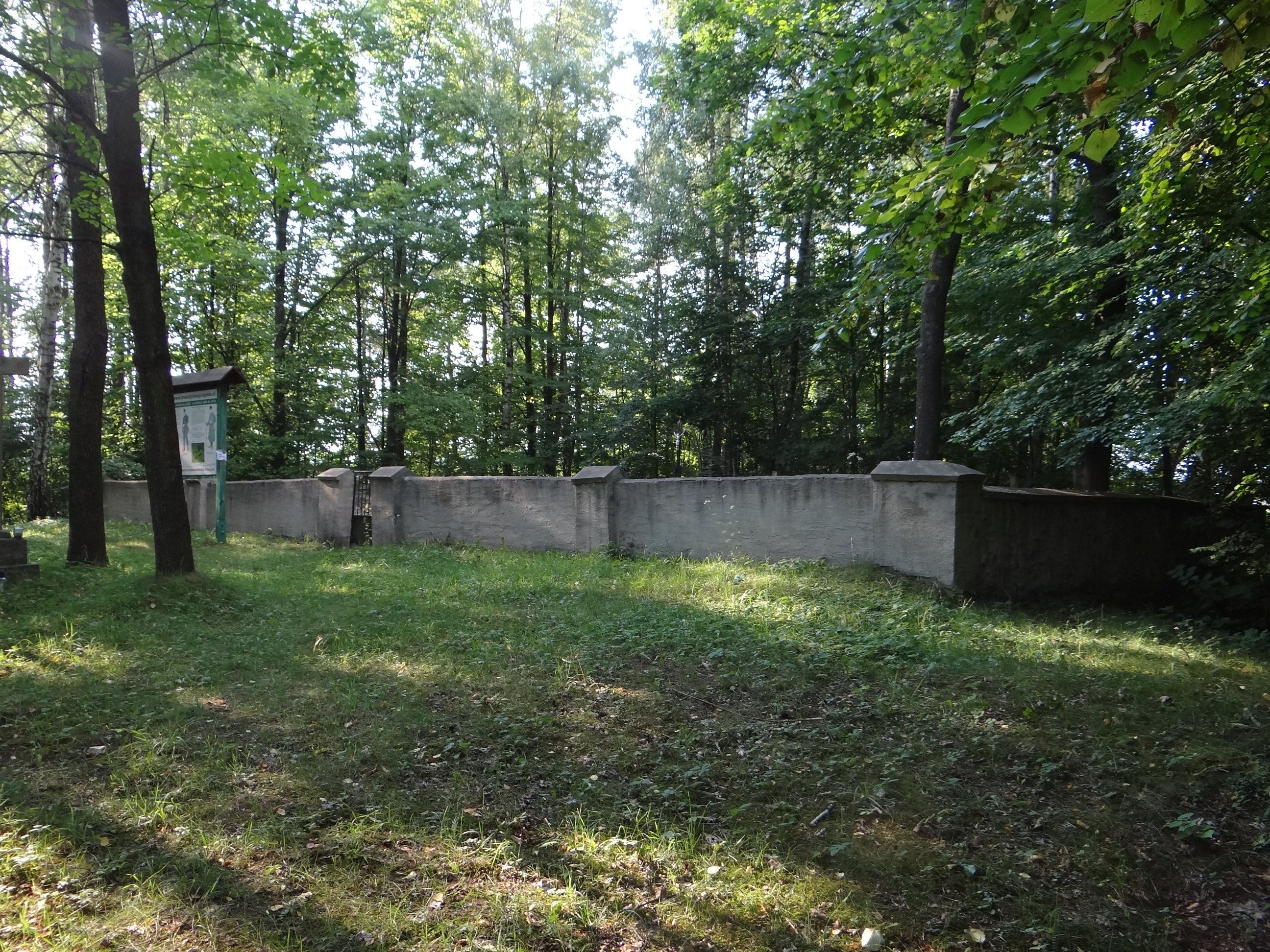

## Historia cmentarza
Cmentarz wykonały władze austriackie w latach 1917-1918. Był to ostatni cmentarz w okręgu administracyjnym Olkusz. Nie udało im się jednak dokończyć go zgodnie z projektem, gdyż w wyniku przegranej wojny doszło do rozpadu Monarchii Austro-Węgierskiej. Budowę cmentarza dokończyły władze polskie w 20-leciu międzywojennym, jednak w oparciu o własny plan, odmienny od projektu austriackiego.

## Polegli
Na cmentarzu pochowano 938 żołnierzy armii wszystkich trzech mocarstw walczących na tym terenie podczas I wojny światowej. Polegli w listopadzie i grudniu 1914 roku. Pochowano ich tutaj dużo więcej, niż planowali Austriacy, gdyż w dwudziestoleciu międzywojennym władze polskie na cmentarz ten przeniosły szczątki żołnierzy ekshumowane z wielu okolicznych cmentarzy, m.in. z miejscowości Rzędkowice, Lgota Murowana, Pradła, Piaseczno, Wygoda. Cmentarze te zlikwidowano.
Polegli żołnierze należeli do wielu narodowości. Między innymi byli to Austriacy, Czesi, Niemcy, Polacy, Słowacy, Rosjanie, Ukraińcy. Z nazwisk znani są tylko dwaj: Polak Bronisław Frank i Niemiec Herman Barba. Żołnierze armii austro-węgierskiej walczyli głównie w 4, 8 i 49 pułku piechoty oraz 20 i 36 pułku Obrony Krajowej, żołnierze armii rosyjskiej głównie w 81, 82, 83, 84, 181, 182, 183, 184 pułku piechoty oraz 9, 10, 11 i 12 Pułku Grenadierów.